# Brad Willis
Bradley "Brad" Willis es un personaje ficticio de la serie de televisión australiana Neighbours, interpretado por el actor Kip Gamblin desde el 20 de mayo del 2013 hasta el 7 de abril del 2017. Anteriormente Brad fue interpretado por los actores Scott Michaelson de 1991 hasta el 15 de diciembre de 1993 y por el actor Benjamin Mitchell del 31 de octubre de 1989 hasta noviembre del mismo año.

## Biografía
El 7 de abril del 2017 Brad y Lauren decidieron mudarse a Gold Coast para ayudar a Amber a cuidar a Matilda, después de que ella se enfermara.  